# Rio della Madonnetta

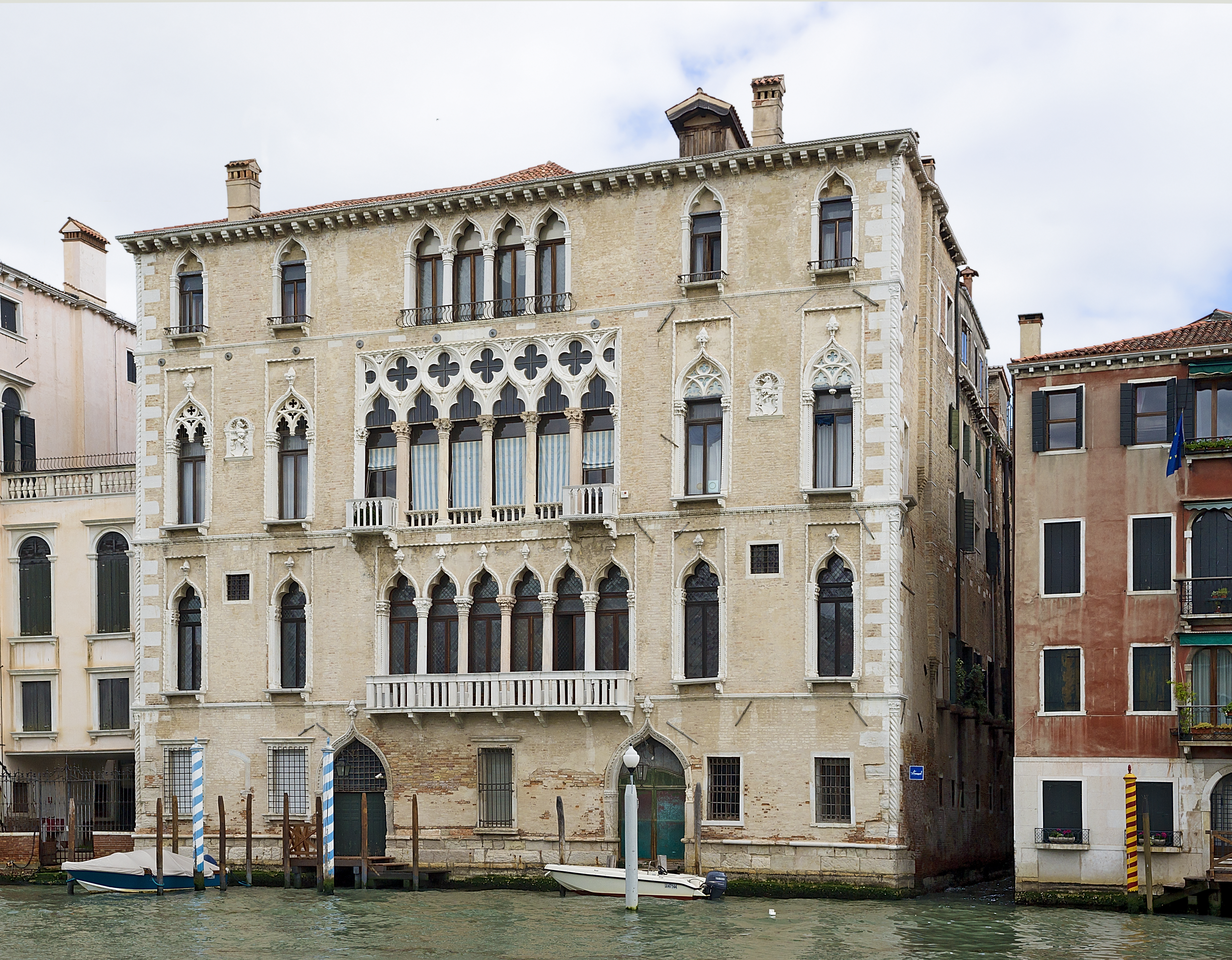
Le rio débouche à droite du palais Bernardo

Le rio della Madonnetta (en vénitien rio de la Madoneta; « canal de la petite Vierge ») est un canal de Venise dans le sestiere de San Polo et faisant partiellement limite avec Santa Croce.

## Description
Le rio della Madonnetta a une longueur de 288 mètres. Il part du rio de le do Torre en sens sud vers son embouchure dans le Grand Canal.

## Origine
Au XVe siècle le pont sur ce canal s'appela ponte di Ca' Pisani, à cause des établissements possédés par cette famille. Mais une image de la Bienheureuse Vierge existait sur le Pont et celui-ci devint Pontem Virginis Mariae ou de la Madonnetta.

## Situation
Il longe l'arrière du palais Soranzo et le rio de San Cassian.

Il débouche sur le Grand Canal entre :
- le palais Donà della Madoneta(it) et
- le palais Bernardo di Canal.

## Ponts
Le rio est traversé par divers ponts (du nord au sud) :
- le Ponte dei Cavalli sur la calle éponyme ;
- le Ponte de la Madoneta sur la calle éponyme.